# جورجيو

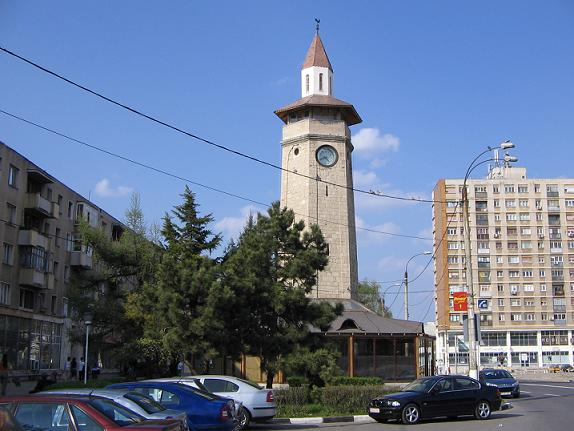
مركز المدينة

جورجيو بالرومانية (Giurgiu), بالبلغارية (Giurgevo(Гюргево), بالتركية ( Yergöğü )
مدينة جنوبي عاصمة رومانيا بوخارست, عاصمة محافظة جورجيو وتقع أقصى جنوب رومانيا على ضفة نهر الدانوب الذي يفصل رومانيا عن بلغاريا حيث من الضفة البلغارية مدينة روسه, تعتبر من أهم الموانئ عل نهر الدانوب وبالتالي يربط البحر الأسود بأوروبا, يعود تسميتها نسبة للقديس جرجس (جورجيوس). عدد السكان تقريبا 70.000 نسمة (إحصاء 2002)

## توأمة
لجورجيو اتفاقيات توأمة مع كل من:
- روسه
- دوناوجفاروس

## أعلام
- ليفيو كيوبوتاريو
- جو جو دان
- ماريوس كرواتورو
- نشلي محمد باشا
- جينو أورغوليسكو